# Quyền LGBT ở Campuchia
Quyền đồng tính nữ, đồng tính nam, song tính và chuyển giới (tiếng Khmer: ស្រលាញ់ភេទដូចគ្នាប្រុសស្រលាញ់ភេទដូចគ្នានិងមនុស្សខ្ទើយ) ở Campuchia phải đối mặt với những thách thức pháp lý mà những người không phải LGBT không gặp phải. Hoạt động tình dục đồng giới là hợp pháp ở Campuchia. Mặc dù các công việc văn hóa truyền thống có xu hướng khoan dung trong lĩnh vực này, thậm chí rõ ràng cung cấp hỗ trợ cho những người trung gian hoặc giới tính thứ ba, luật pháp về quyền LGBT vẫn chưa được Chính phủ cầm quyền ban hành.
Vua Norodom Sihamoni ủng hộ việc hợp pháp hóa hôn nhân đồng giới. Sau khi Tòa án Hiến pháp Đài Loan phán quyết rằng cấm kết hôn đồng giới là vi hiến, nhiều người kêu gọi Chính phủ hợp pháp hóa hôn nhân đồng giới ở Campuchia. Đảng Cứu quốc Campuchia (CNRP) cho biết họ sẽ tổ chức một cuộc trưng cầu dân ý về vấn đề hôn nhân đồng giới, nếu được bầu.
Phnôm Pênh và Siem Reap có một cảnh LGBT có thể nhìn thấy, với nhiều quán bar, câu lạc bộ và các địa điểm khác phục vụ cho cộng đồng LGBT. Các cuộc diễu hành kiêu hãnh đã được tổ chức tại Campuchia từ năm 2004, và đã đạt được sức hút mỗi năm. Tuy nhiên, trong khi du khách LGBT có xu hướng cảm thấy được chấp nhận, nhiều người LGBT Campuchia báo cáo phân biệt đối xử xã hội, bao gồm hôn nhân khác giới cưỡng bức, phân biệt đối xử tại nơi làm việc và bắt nạt tại trường học. Một số nhóm nhân quyền, đáng chú ý là Trung tâm Nhân quyền Campuchia, CamASESE và Cộng đồng Cầu vồng Campuchia, hoạt động để giảm sự phân biệt đối xử liên quan đến LGBT và nâng cao nhận thức của người LGBT. Thông qua công việc của họ, họ đã thuyết phục Chính phủ giới thiệu các lớp giáo dục mới bao gồm LGBT ở tất cả các trường học ở Campuchia và để cung cấp cho các cặp đồng giới có sự công nhận hạn chế về mặt pháp lý.

## Bảng tóm tắt
| Hoạt động tình dục đồng giới hợp pháp                                                                                       | (Không có hồ sơ về luật chống đồng tính trong lịch sử)                                        |
| Độ tuổi đồng ý (15) | (Không có hồ sơ về luật chống đồng tính trong lịch sử)                                        |
| Luật chống phân biệt đối xử chỉ trong việc làm                                                                              | No                                                                                            |
| Luật chống phân biệt đối xử trong việc cung cấp hàng hóa và dịch vụ                                                         | No                                                                                            |
| Luật chống phân biệt đối xử trong tất cả các lĩnh vực khác (bao gồm phân biệt đối xử gián tiếp, ngôn từ kích động thù địch) | No                                                                                            |
| Hôn nhân đồng giới | / (Một cuộc hôn nhân đồng giới đã được công nhận hợp pháp)                                    |
| Công nhận các cặp đồng giới                                                                                                 | / (Tuyên bố về mối quan hệ gia đình)                                                          |
| Con nuôi của các cặp vợ chồng đồng giới                                                                                     | / (De jure bị cấm; mặc dù có những trường hợp được biết đến của việc nhận con nuôi đồng giới) |
| Con nuôi chung của các cặp đồng giới                                                                                        | / (De jure bị cấm; mặc dù có những trường hợp được biết đến của việc nhận con nuôi đồng giới) |
| Người LGBT được phép phục vụ công khai trong quân đội                                                                       | Unknown                                                                                       |
| Quyền thay đổi giới tính hợp pháp                                                                                           | Unknown                                                                                       |
| Truy cập IVF cho đồng tính nữ                                                                                               | No                                                                                            |
| Mang thai hộ thương mại cho các cặp đồng tính nam                                                                           | No                                                                                            |
| NQHN được phép hiến máu | No                                                                                            |